# Alchemilla abramovii
Alchemilla abramovii är en rosväxtart som beskrevs av Czkalov. Alchemilla abramovii ingår i släktet daggkåpor, och familjen rosväxter. Inga underarter finns listade i Catalogue of Life.